# Le Lendemain
Pour plus de détails, voir Fiche technique et Distribution.
Le Lendemain (Efterskalv) est un film dramatique franco-polono-suédois écrit et réalisé par Magnus von Horn, sorti en 2015,.
Étant une coproduction entre la Suède, la Pologne et la France, il a été projeté à la Quinzaine des réalisateurs du Festival de Cannes 2015.

## Synopsis
Après avoir purgé sa peine de prison pour avoir étranglé sa petite-amie, John peut maintenant reprendre sa vie là ou elle s'était arrêté.
Malheureusement pour lui, toute la rancœur, voire la haine, qu'il suscite refait surface violemment de la part de la communauté locale, le ramenant inévitablement à la case départ. Même en dehors des barreaux de sa prison, la punition continue.

## Fiche technique
- Titre original : Efterskalv
- Titre international : The Here After
- Titre français : Le Lendemain
- Réalisation : Magnus von Horn
- Scénario : Magnus von Horn
- Costumes : Anna-Karin Cameron
- Photographie : Łukasz Żal
- Montage : Agnieszka Glińska
- Production : Madeleine Ekman et Mariusz Wlodarski
- Sociétés de production : Zentropa International Sweden ; Cinémadefacto et Lava Films (coproductions)
- Sociétés de distribution : Nordisk Film (Suède), Nour Films (France)
- Pays d'origine :  Suède /  Pologne /  France
- Langue originale : suédois
- Format : couleur
- Genre : drame
- Durée : 102 minutes
- Dates de sortie :
  - France : 21 mai 2015 (Festival de Cannes) ; 4 mai 2016 (nationale)
  - Pologne : 29 juillet 2015 (Festival international du film Nouveaux Horizons) ; 9 octobre 2015 (nationale)
  - Belgique : 12 septembre 2015 (Festival du film d'Ostende)
  - Suède : 16 novembre 2015 (Festival international du film de Stockholm) ; 20 novembre 2015 (nationale)

## Distribution
- Ulrik Munther : John
- Mats Blomgren : Martin
- Wieslaw Komasa : le grand-père
- Alexander Nordgren : Filip
- Loa Ek : Malin
- Ellen Mattsson : Bea
- Sven Ahlström : le père de Kim
- Stefan Cronwall : Grannen
- Felix Göransson : Korv-Hannes
- Oliver Heilmann : Kim
- Inger Nilsson
- Cecilia Wilhelmsson : le professeur de gymnastique

## Accueil

### Sorties internationales

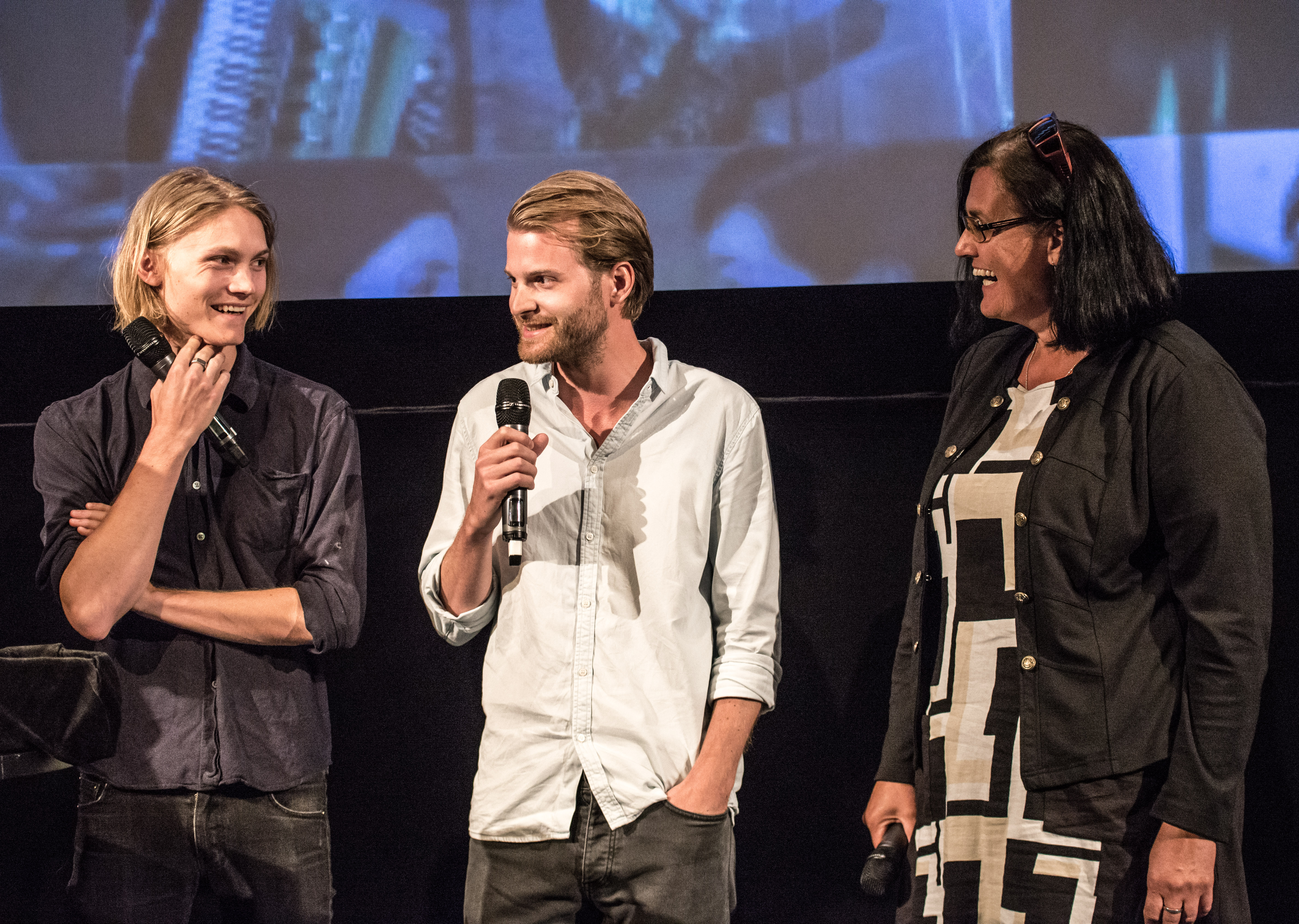
Ulrik Munther, Magnus von Horn et Madeleine Ekman au Festival international du film de Stockholm en novembre 2015 au cinéma

Le Lendemain a été sélectionné et, en avant-première mondiale, projeté à la Quinzaine des réalisateurs le 21 mai 2015 au Festival de Cannes, ainsi que le 29 juillet 2015 au Festival international du film Nouveaux Horizons, le 12 septembre 2015 au Festival du film d'Ostende et le 16 novembre 2015 au Festival international du film de Stockholm.
La Pologne autorise la diffusion du film à partir du 9 octobre 2015 dans les salles du cinéma, le 20 novembre 2015 pour la Suède et 4 mai 2016 pour la France.

### Accueil critique
Emmanuelle Spadacenta du Cinemateaser note que Le Lendemain « interroge la société et l’accable pour avoir créé ses propres démons frankensteiniens. C’est un film noir et mal aimable certes, mais qui remplit, sans complaisance, son rôle d’objecteur de conscience ». Quant à Élisabeth Yturbe du Clap ! souligne que « Avec pudeur et acuité, il sonde les intérieurs graphiques d’une Suède glaciale et la peur sourde qui s’y loge lentement mais sûrement. (…) toutefois l’application tenace et presque intraitable que Magnus von Horn met à son service suffit à combler les lacunes narratives. Si son film ne tutoie pas les sommets paranoïaques de La Chasse, il parvient tout de même à distiller une inquiétude convaincante. (…) Si ce premier long métrage ne tient pas tout à fait ses promesses, il n’en demeure pas moins une réflexion subtile sur le devenir-monstre. Dommage alors que l’idée qui veut que la métamorphose naisse de la peur et s’opère à grands coups de violence subite ne soit pas plus mise en exergue ».

## Distinctions

### Récompenses
- Festival du film d'Ostende 2015 : Prix du Regard du meilleur film pour Magnus von Horn
- Festival international du film de Pologne 2015 :
  - Meilleure réalisation pour Magnus von Horn
  - Meilleur montage pour Agnieszka Glińska
  - Meilleur scénario pour Magnus von Horn

### Nominations
- Camerimage 2015 : sélection « Compétition »
  - Grenouille d'or pour le réalisateur Magnus von Horn et le photographe Łukasz Żal
  - Prix de Jury du meilleur photographe débutant pour Łukasz Żal
- Festival de Cannes 2015 : sélection « Quinzaine des réalisateurs » - Caméra d'or du meilleur film pour Magnus von Horn
- Festival international du film de Chicago 2015 : sélection « New Directors Competition » - Gold Hugo du meilleur film pour Magnus von Horn
- Festival du film de Londres 2015 : sélection « First Feature Competition » - Sutherland Trophy du meilleur premier film pour Magnus von Horn
- Festival international du film de Stockholm 2015 : Cheval de bronze du meilleur film pour Magnus von Horn
- Festival international du film de Cleveland 2016 : sélection « New Direction Competition » - Meilleur film pour Magnus von Horn
- Festival international du film de Göteborg 2016 : Prix de la ville de Göteborg du meilleur film pour Magnus von Horn